# タウデニ州
タウデニ州（タウデニしゅう、フランス語: Région de Taoudénit, Taoudenni, Taoudéniとも、バンバラ語: ߕߊߎߘߋߣߌ ߘߌߣߋߖߊ Taudeni Dineja）は、マリ共和国の州の一つである。州都はタウデニ。国土の北部に位置し、州の大半をサハラ砂漠が占める。北をアルジェリア、西をモーリタニアの国境と接する。面積は29.2万平方キロメートルで州では最も大きい。人口は約10万人（2022年国勢調査）。主な住民はアラブ人、トゥアレグ、フラニ族など。

## 歴史
2011年12月14日、国民議会において新州創設案が採択され、トンブクトゥ州からの分離が決定された。しかし2012年4月6日のアザワド独立宣言から始まった北部紛争によって延期となった。2014年2月にアザワド反乱軍のアザワド運動連合（CMA）がタウデニ地域の支配権を握り、翌年にサラフィー・ジハード主義の過激派組織イスラーム・マグリブ諸国のアル＝カーイダ機構（AQIM）が侵入すると両者は協力してタウデニ地域の統治を始めた。
2016年1月19日にアブドッラー・アルカディ（Abdullah Alkady）が初代州知事に任命された。続いて暫定州評議会の議員が10月14日に任命された。だが2017年2月時点でタウデニ州は前述した2つの反政府勢力によって支配されており、国軍ですら立ち入ることが出来ない状態にある。公式の州都は州北部のタウデニであるが、州知事・暫定州評議会は首都バマコで執務を行っている。
マリ政府は支配権の奪還と治安維持のため、2017年6月7日に新たな州知事としてAbderrahmane Ould Meydou将軍を任命した。また国際連合平和維持活動（PKO）の国際連合マリ多元統合安定化ミッション（MINUSMAU）と協力して活動している。2019年3月には公式の州代表団が発足後初となるタウデニ州入りを果たし、続いて2021年8月11日に州南部のアグニを訪問した。

## 下位行政区画
最初の計画では以下の4つの圏と20のコミューンによって構成される予定であった。
- アシュラト圏（Achouratt）：中央アシュラト（Achouratt central）、Algatara、Alfagrouna、Almatala、Liraka
- アル＝ウーシェ圏（Al-Ourche）：中央アル＝ウーシェ（Al-ourche central）、Djaba、Oum-Laadam、Touwal、Ziriba
- ブージェ＝ベア圏（Boudje-Béha）：中央ブージェ＝ベア（Boudje-Béha central）、Agoni、Ereg Khal、Limgassim、Zouéiya
- フーム・アルバ圏（Foum Alba）：中央フーム・アルバ（Foum Alba central）、Alhank、Araouane、Téghaza、タウデニ（Taoudéni）

2016年の発足後は6つの圏、30の郡、30のコミューン、377村・フラクスィオン・カルティエの順に細分化されている。
- アシュラト圏（英語版）（Achouratt）
- アル＝ウーシェ圏（英語版）（Al-Ourche）
- アラウアンヌ圏（英語版）（Araouane）
- ブージェ＝ベア圏（英語版）（Boudje-Béha）
- フーム・アルバ圏（英語版）（Foum Alba）
- タウデニ圏（英語版）（Taoudeni）